# 百越先賢志
《百越先賢志》，明歐大任著，共4卷，史部。記載古代楚、吳、越以及百越等地人物事蹟。

## 收錄人物

### 卷一
歐冶子、疇無餘、謳陽、文種、計倪、範蠡、薛燭、陳音、諸稽郢、高固、史祿、梅鋗、公師隅、張買、鄭嚴田甲、何遺、畢取、都稽、嚴助、朱買臣、鄧宓、孫豹、吳霸、鄭吉、何丹、梅福

### 卷二
嚴光、陳元、沈豐、顧奉公孫松、陳囂、鄭弘、蔡倫、王充、楊孚、張重、養奮、闕、鄧盛、楊扶、鍾離意、許荊、招猛、綦毋俊、陳闕、李進、龍丘萇

### 卷三
徐栩、澹台敬伯、劉熈、孟嘗、黃昌、彭修、魏朗、徐徵、申朔、張武、陸續、戴就、唐珍、朱儁、謝夷吾、賀純、董正、疏源、趙曄、韓說

### 卷四
羅威、唐頌、頓琦、丁密、顏烏、費泛、徐穉、郭蒼、姚俊、董奉、虞國、董黯、黃豪、丁茂、尹牙、徐登、盛憲、沈瑜、姚文式、吳碭、衡毅、士燮、虞翻

## 外部連結
- 《百越先賢志》－中國哲學書電子化計劃